# Abzac (Gironde)
Abzac ist eine französische Gemeinde im Département Gironde in der Region Nouvelle-Aquitaine. Sie liegt an der Isle und ihrem Nebenfluss Palais. Abzac ist Mitglied der Communauté d’agglomération du Libournais.
Die Bewohner nennen sich Abzacais oder Abzacaises.

## Geschichte
Eine vormals örtliche Grundherrschaft stellte im 16. Jahrhundert den Marschall von Saint-André. Im 18. Jahrhundert wurde das Pastorat der Kirchengemeinde zum «kleinen Bischofssitz» ernannt.
Im Jahr 1962 wurden 1452 Einwohner gezählt; aktuell sind es 2030 (Stand 1. Januar 2022).

## Bevölkerungsentwicklung
| Jahr                       | 1962 | 1968 | 1975 | 1982 | 1990 | 1999 | 2006 | 2018 |
| Einwohner                  | 1452 | 1474 | 1426 | 1475 | 1472 | 1599 | 1704 | 1949 |
| Quellen: Cassini und INSEE |      |      |      |      |      |      |      |      |

## Sehenswürdigkeiten

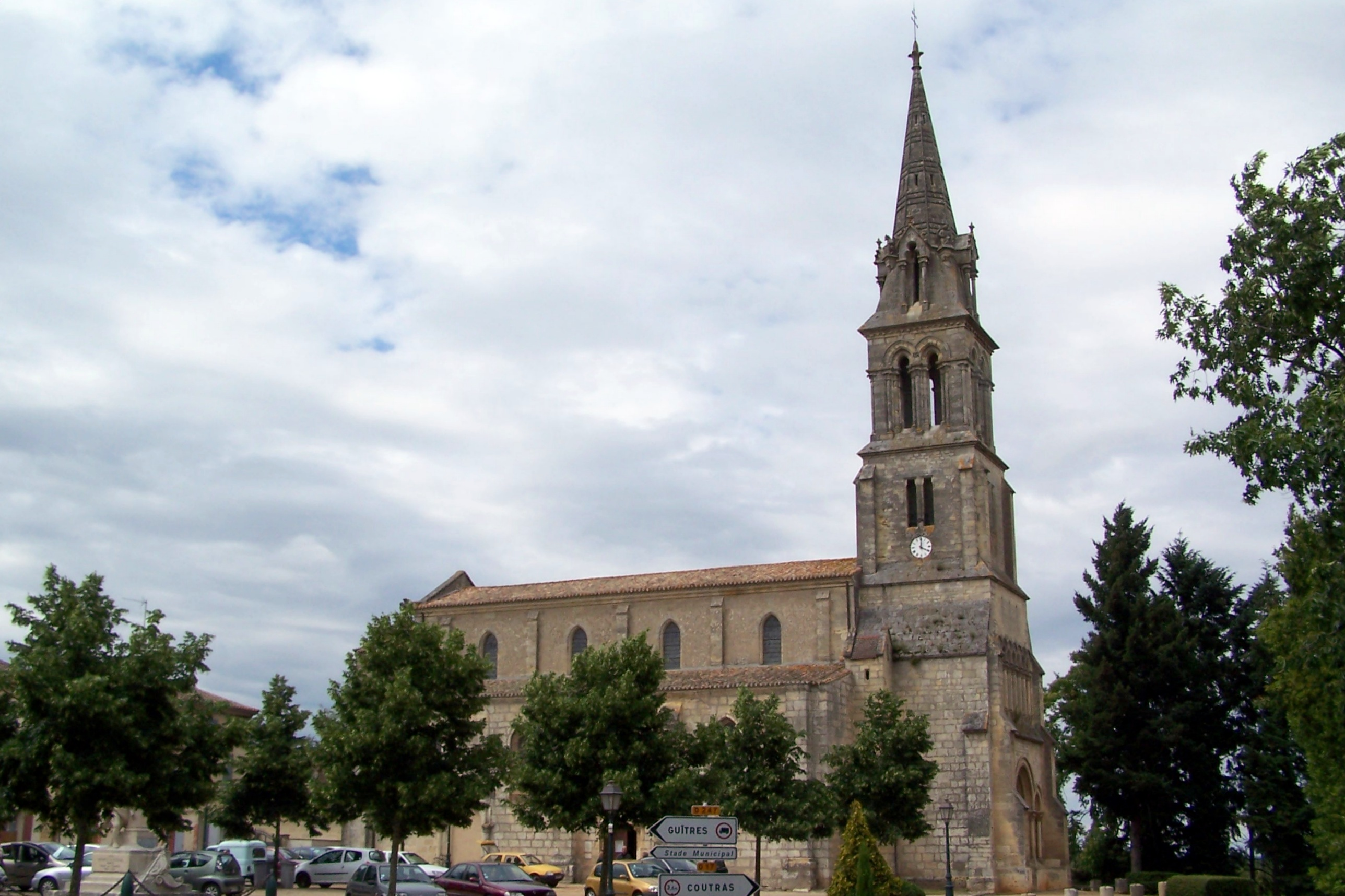
Kirche St-Pierre

- Schloss, erbaut im 17. Jahrhundert, in Privatbesitz
- Kirche St-Pierre, erbaut im 12. Jahrhundert und verändert im 19. Jahrhundert; Glockenturm von 1897
- Manufaktur Abzac, erbaut im 18. Jahrhundert
- Ölmühle, erbaut 1770
- Siehe auch: Liste der Monuments historiques in Abzac (Gironde)

## Gemeindepartnerschaft
- Cadalso de los Vidrios in Spanien, seit 2013